# Magnolia pugana
Espèce
Statut de conservation UICN

 EN B1ab(iii)+2ab(iii) : En danger
Magnolia pugana est une espèce de plantes à fleurs de la famille des Magnoliacées. C'est un arbre endémique du Mexique.

## Description
Cet arbre mesure de 15 à 25 m avec un tronc de 40 à 80 cm de diamètre.

## Répartition et habitat
Cette espèce est endémique du Mexique où elle est présente dans les états de Jalisco et Zacatecas.